# Yalıhüyük (district)
Yalıhüyük is een Turks district in het zuiden van de provincie Konya. Het district heeft een oppervlakte van 93,4 km² en telde op 31 december 2019 zo'n 1.629 inwoners. Hiermee is Yalıhüyük het kleinste district in Turkije qua inwonersaantal, gevolgd door de districten Yayladere, Han, Yenişarbademli, Kofçaz, Otlukbeli, Kızılören, Ağın en Yedisu. De hoofdplaats is het stadje Yalıhüyük met 1.452 inwoners.

## Geografie
Het district grenst aan Seydişehir in het westen en noorden en Ahırlı in het oosten en zuiden. In het oosten passeert de hoofdweg D-340 de cirkel, die van Beyşehir in het noordwesten naar Mut in het zuidoosten leidt. In het noordwesten beslaat het meer genaamd Suğla Gölü een deel van het district, het is verbonden met Apa Baraji in het oosten via Beyşehir Kanalı.

## Bevolking
Het district is qua inwonersaantal het kleinste district in Turkije. Op 31 december 2019 telde het district 1.629 inwoners. De bevolkingsontwikkeling van het district is weergegeven in onderstaande tabel.
| Jaar               | 1990  | 2000  | 2010  | 2014  | 2016  | 2019  |
| ------------------ | ----- | ----- | ----- | ----- | ----- | ----- |
| Aşağı Mahalle      | 3.948 | 5.330 | 1.570 | 824   | 753   | 780   |
| Yukarı Mahalle     | 3.948 | 5.330 | 1.570 | 674   | 610   | 672   |
| Arasöğüt Mahalle   | 300   | 245   | 161   | 132   | 117   | 123   |
| Sarayköy Mahalle   | 300   | 245   | 161   | 36    | 29    | 54    |
| district Yalıhüyük | 4.248 | 5.575 | 1.731 | 1.666 | 1.509 | 1.629 |

Sinds de hervormingen in 2014 maken de voormalige dorpen Arasöğüt en Sarayköy ook deel uit van het stedelijk gebied. 